# Nokia 6500 Classic
Nokia 6500 Classic – telefon komórkowy wyprodukowany przez firmę Nokia. Typ obudowy block. Aparat 2 Mpix, zoom 4x, odtwarzacz mp3, odtwarzacz wideo
Jest dostępny w dwóch kolorach: waniliowym i czarnym.

## Dane techniczne
Ogólne
- Aparat 2 MPix, zoom 4x
- Odtwarzacz mp3
- Odtwarzacz wideo
- Obudowa block
- Gry trójwymiarowe (3D)
- Pamięć 1 GB

Łączność
- Bluetooth
- GPRS
- EDGE

Wiadomości
- Słownik T9
- Wiadomości MMS
- Wiadomości SMS
- Klient poczty elektronicznej
- SmartMessaging
- Długie wiadomości (1000 znaków)

Oprogramowanie
- Java
- Profile
- Kalendarz
- Zegarek
- Polifonia 64-głosowa

Funkcje głosowe
- System głośnomówiący
- Wideokonferencja